# Halina Reijn

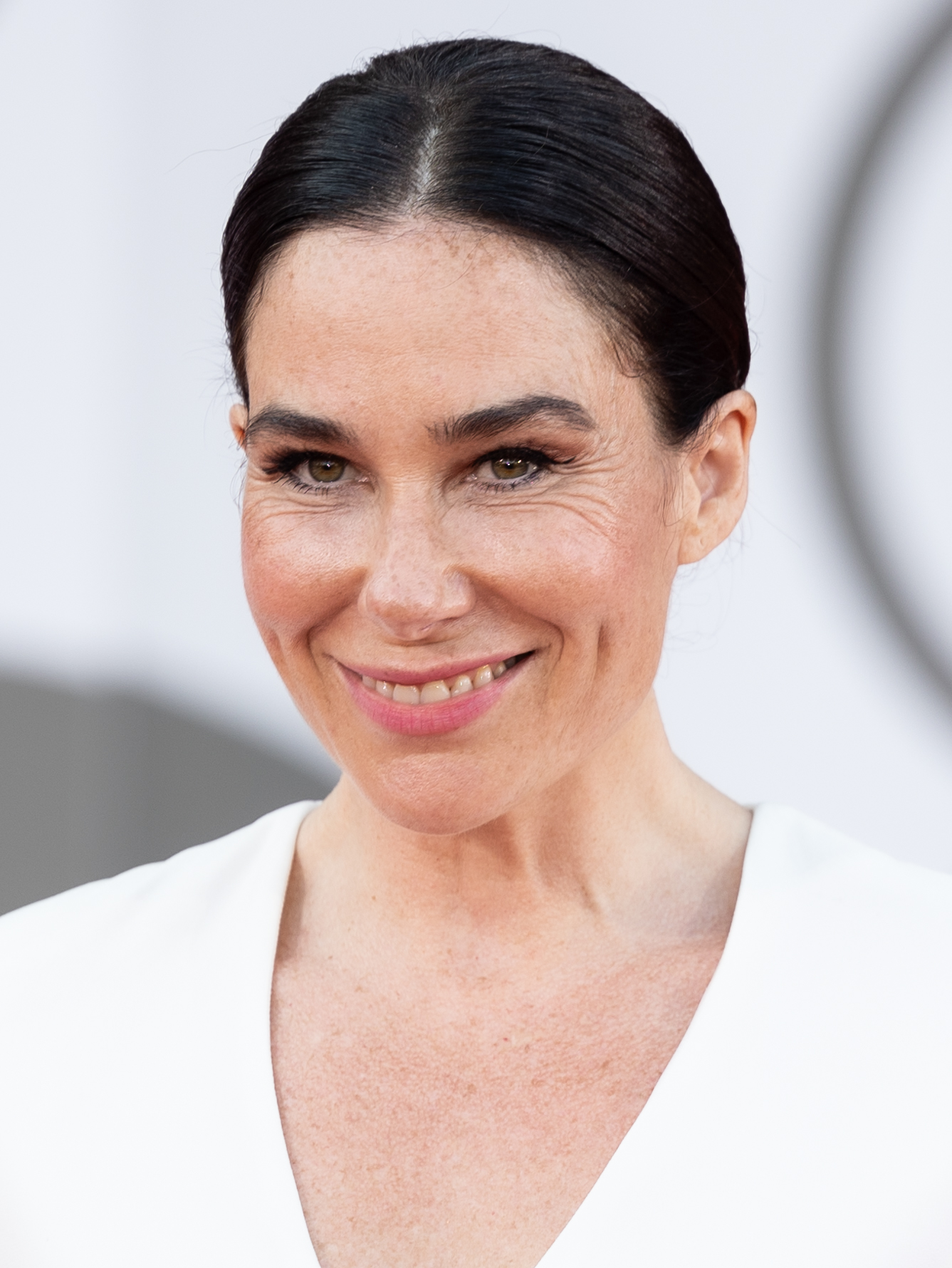
Halina Reijn bei den Internationalen Filmfestspielen von Venedig 2024

Halina Reijn (anhörenⓘ; * 10. November 1975 in Amsterdam) ist eine niederländische Schauspielerin, Schriftstellerin und Filmregisseurin. Seit Januar 2017 ist sie Trägerin des Theo Mann-Bouwmeesterringes.

## Leben

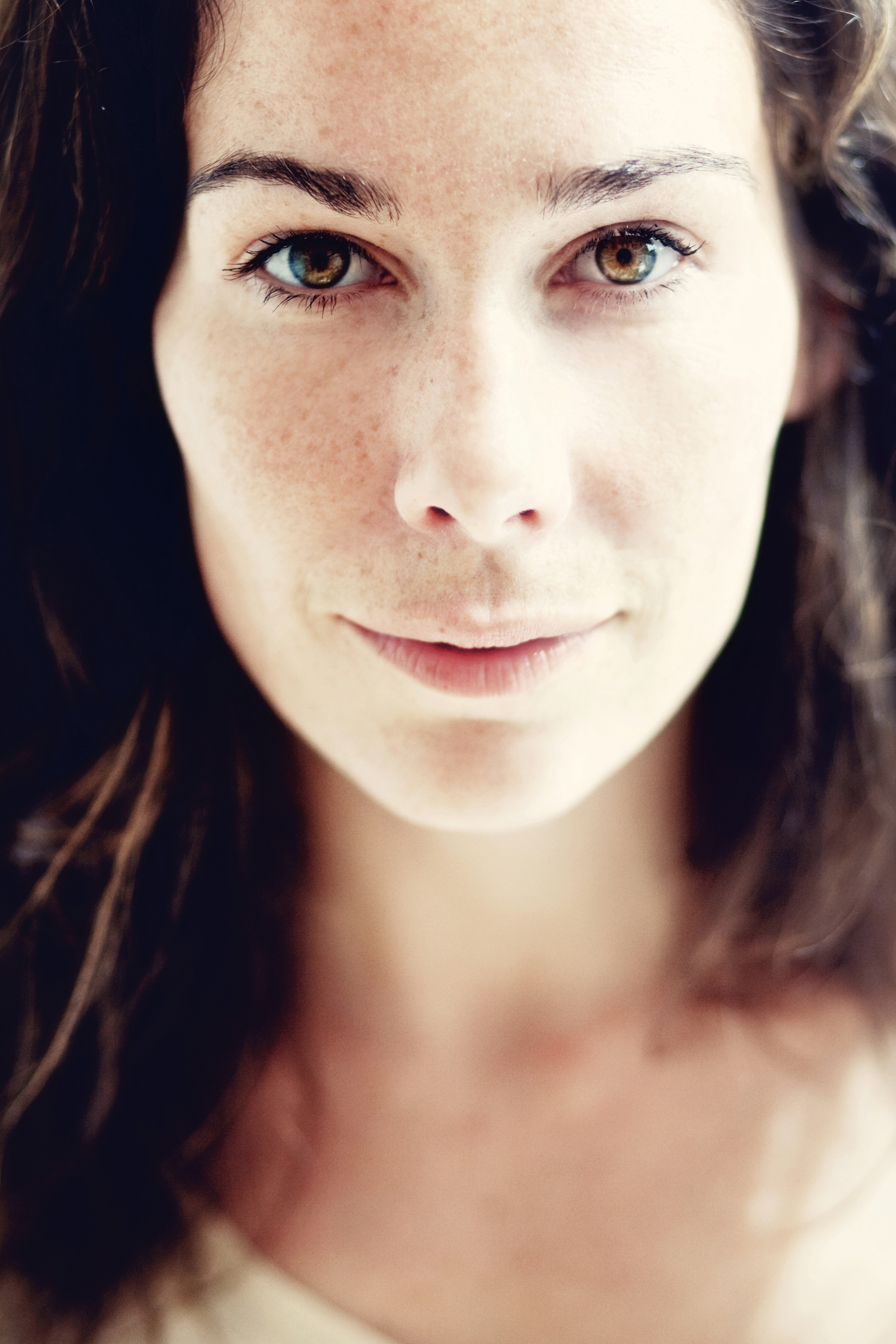
Halina Reijn im 2010

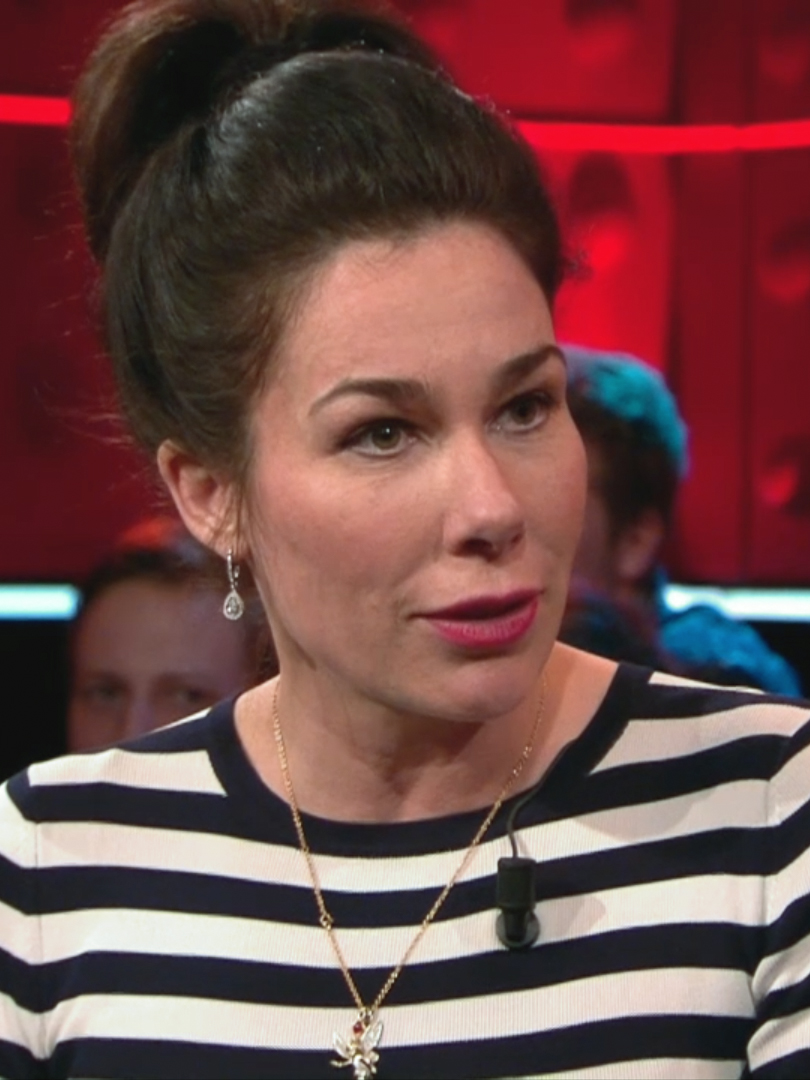
Halina Reijn im De Wereld Draait Door (2018)

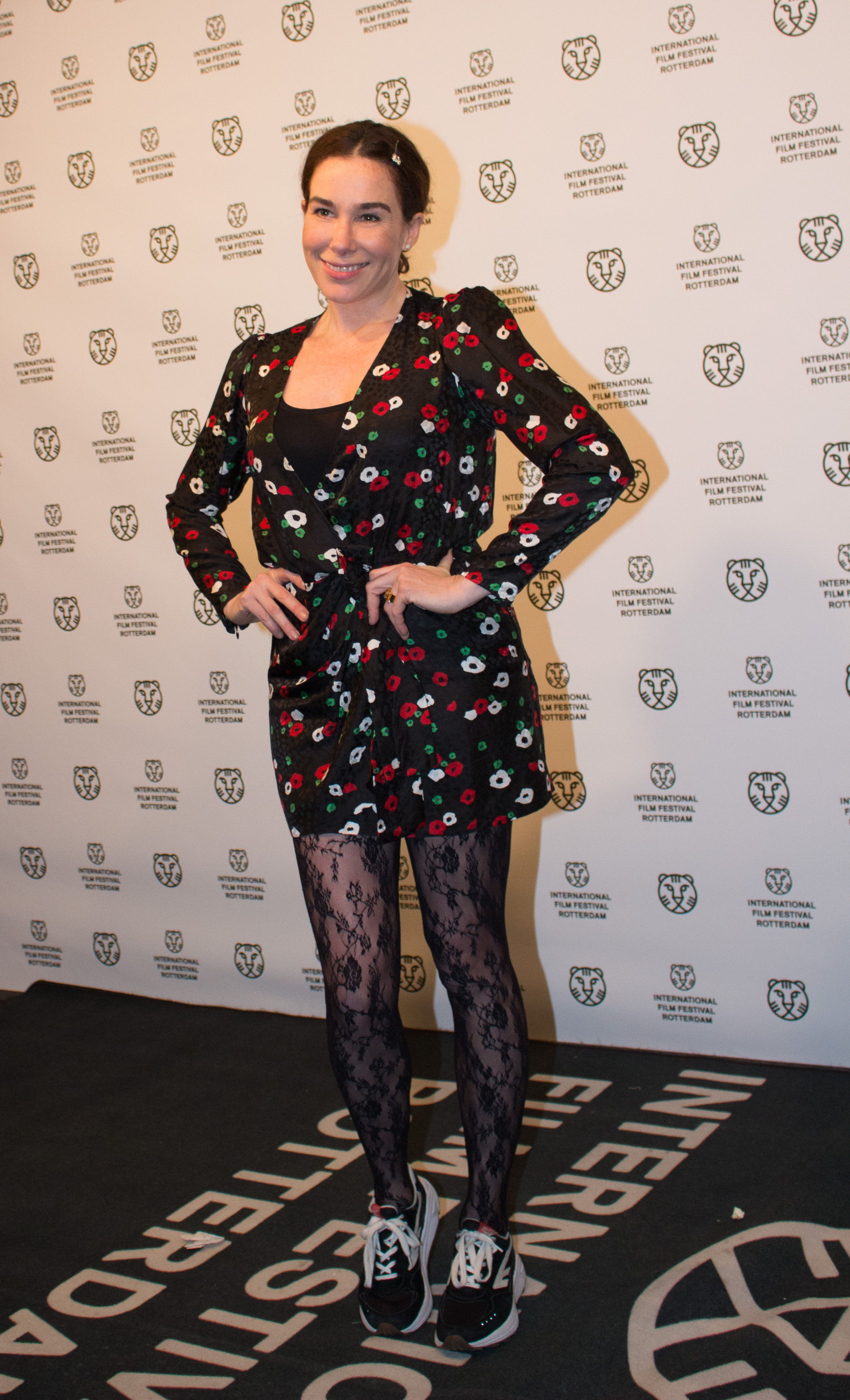
Halina Reijn bei der International Film Festival Rotterdam 2020

### Kindheit
Halina Reijn wuchs zusammen mit ihrer Schwester bei Eltern auf, die der spirituellen Subud-Bewegung angehörten und regelmäßig meditierten.
Ihr Vater, der starb, als Halina zehn Jahre alt war, hatte ein dominierendes Wesen und war Künstler von Beruf mit eigenem Atelier im Garten. Trotz seiner Homosexualität hatte er Halinas Mutter geheiratet, weil ihm der Wunsch nach Kindern wichtiger war als gelebte Homosexualität. Erst kurze Zeit vor seinem Tod begann er, nachdem er sich von seiner Frau getrennt hatte, seinen homosexuellen Neigungen nachzugehen und hatte einen Partner.
Zum großen Entsetzen der Eltern verspürte Halina im Alter von sechs bis sieben Jahren zusammen mit ihrer Schwester den starken Wunsch sich katholisch taufen zu lassen. Da die verzweifelten Eltern aber Dogmen ablehnten, bekamen die Kinder schließlich ihren Willen und ein großes katholisches Tauffest wurde gefeiert. In der katholischen Sonntagsschule durfte man, sehr zur Freude Halinas, auch Linien malen und Konturen mit Farben ausfüllen, etwas, das in der „Freien Schule“, die sie sonst besuchte, nicht erlaubt war. Alles musste grenzenlos sein. Auch Farben mussten grenzenlos ineinander überfließen. Nachdem sie in der Sonntagsschule viele Jesus-Bilder mit Farben ausgefüllt hatte, notierte sie damals glücklich und hochzufrieden in ihrem Tagebuch: „Nu ben ik eindelijk een normaal meisje!“ (Jetzt bin ich endlich ein ganz normales Mädchen!).

### Theaterspiel
Bereits in ihrer Jugend spielte Reijn Theater am Vooropleiding Theater in Groningen. Sie besuchte die Theaterakademie von Maastricht und noch während ihrer Ausbildung gelang ihr der Sprung in das Ensemble der Theatercompagnie, wo sie zum Beispiel im Hamlet die Ophelia spielte. 1998 bekam sie hier für die Rolle der Lulu in Shopping and Fucking den „Columbina“ (niederländischer Theaterpreis) für die beste weibliche Nebenrolle. 2003 wechselte sie in das Ensemble Toneelgroep Amsterdam. Hier trat sie in der Theatersaison 2006/07 in gleich vier Rollen nebeneinander auf: in Henrik Ibsens Hedda Gabler, in der antiken griechische Tragödie Orestie, Eugene O’Neills Mourning Becomes Electra und William Shakespeares Der Widerspenstigen Zähmung.
Parallel zu ihrer Theaterkarriere tritt sie seit Anfang der 1990er-Jahre auch im niederländischen Fernsehen und Kino in Erscheinung. Der Durchbruch als Filmschauspielerin gelang ihr 2003 durch Maarten Treurniets’ Drama De Passievrucht, für das sie ein Jahr später zum ersten Mal für das Goldene Kalb als Beste Hauptdarstellerin nominiert wurde, den wichtigsten Filmpreis der Niederlande. Weiterhin agierte sie unter der Regie von so bekannten Regisseuren wie Paul Verhoeven (Black Book) oder Bryan Singer (Operation Walküre – Das Stauffenberg-Attentat). Mit weiteren europäischen Nachwuchsdarstellern wie Maximilian Brückner, Mélanie Laurent und Maria Popistașu wurde sie von der European Film Promotion als Shooting Star des Jahres 2007 geehrt.
2005 veröffentlichte sie unter dem Titel Prinsesje Nooitgenoeg ihren ersten Roman.
Reijns Debütfilm als Regisseurin Instinct – Gefährliche Begierde wurde von den Niederlanden 2019 als Kandidat für eine Oscarnominierung in der Kategorie Bester internationaler Film ausgewählt. Im Sommer 2025 wurde sie Mitglied der Academy of Motion Picture Arts and Sciences.

## Filmografie (Auswahl)
- 1999: Suzy Q
- 2001: Îles flottantes
- 2001: Drei Furien & ein warmer Bruder (Zus & Zo)
- 2002: De Afrekening
- 2003: Grimm
- 2003: Polleke
- 2003: De Passievrucht
- 2006: Ik omhels je met 1000 armen
- 2006: Black Book (Zwartboek)
- 2006: Für ein paar Murmeln mehr (Voor een paar knikkers meer, Synchronstimme)
- 2007: Blind
- 2007: Nadine
- 2008: Operation Walküre – Das Stauffenberg-Attentat (Valkyrie)
- 2010: Sintel (Stimme)
- 2015: De Leerling[5]
- 2016: De zevende hemel
- 2019: Instinct – Gefährliche Begierde (Instinct, Regie)
- 2021: Red Light (Fernsehserie)
- 2022: Bodies Bodies Bodies (Regie)
- 2024: Babygirl (Regie, Drehbuch, Produktion)

## Auszeichnungen
Independent Spirit Award
- 2023: Nominierung für die Beste Regie (Bodies Bodies Bodies)